# Colonna Traiana, sentimentul clepsidrei
Colonna Traiana, sentimentul clepsidrei este un film românesc din 1993 regizat de Nicolae Cabel.